# Ziegelbrunnen (Brunnen)

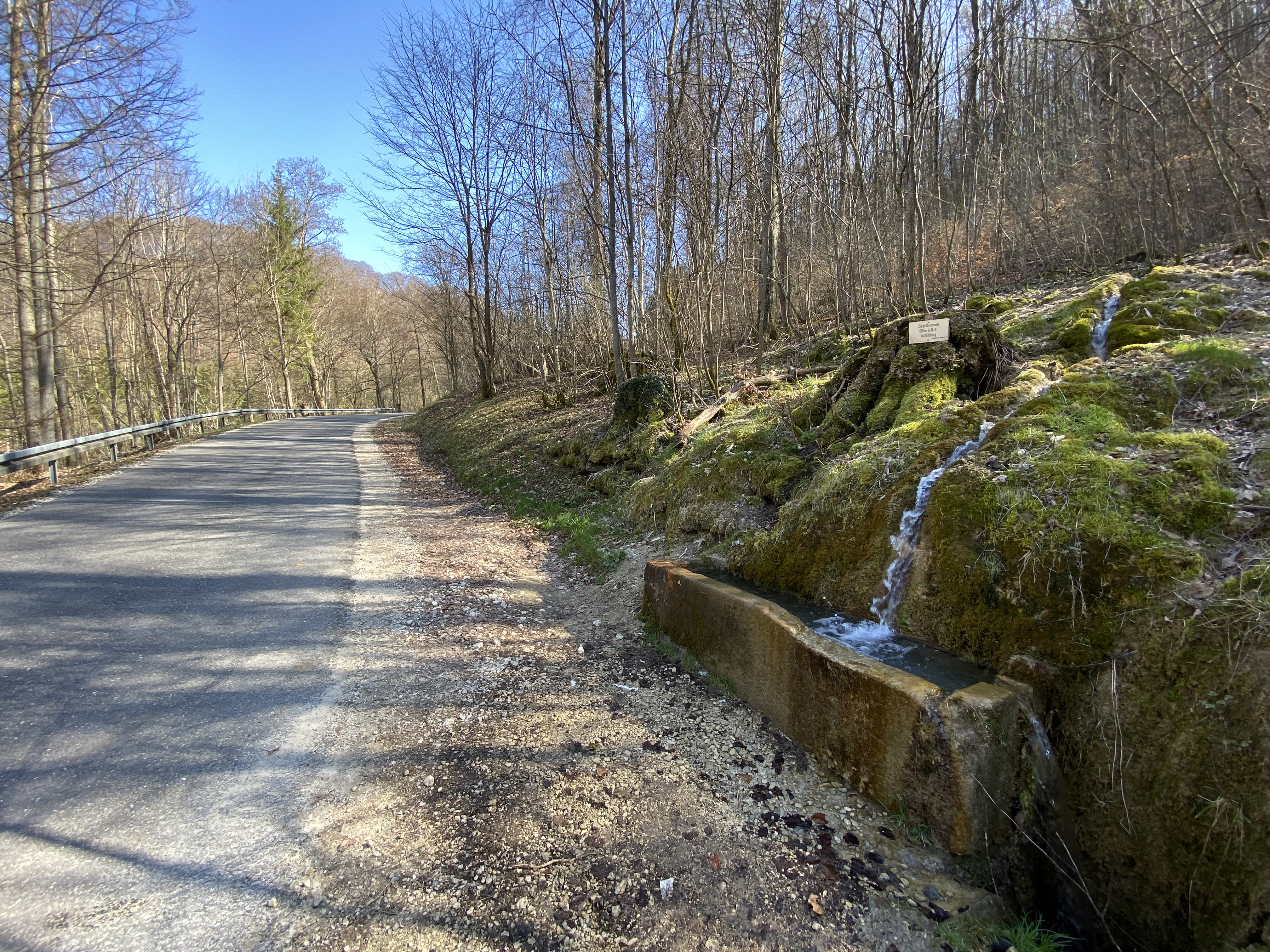
Lage des Ziegelbrunnens an der Göllesbergsteige

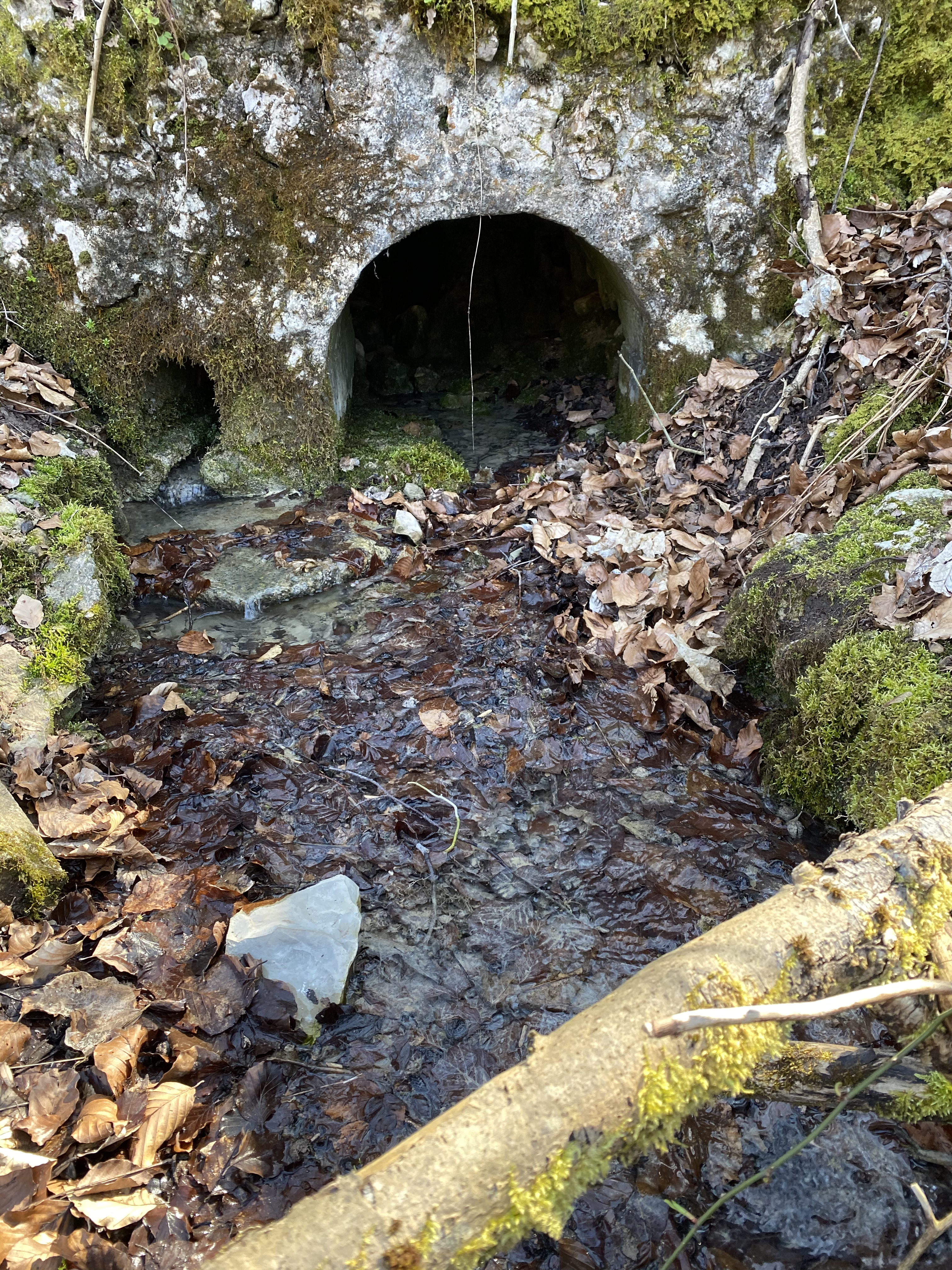
Quellfassung des Ziegelbrunnens wenige Meter über dem Brunnen im Hang

Der Ziegelbrunnen ist ein Naturdenkmal und schutzwürdiges Geotop in der Gemarkung Unterhausen der Gemeinde Lichtenstein im baden-württembergischen Landkreis Reutlingen. Der Brunnen liegt im Zellertal des Stahlecker Bachs auf etwa 610 m ü. NHN, einem Nebental zu dem der Echaz, an der Steige von Unterhausen nach Göllesberg. Er wird aus zwei kleinen Quellen an der Schichtgrenze der Massenkalk-Formation zur darunter liegenden Lacunosamergel-Formation gespeist. Im Abflussbereich der Quellen gibt es Kalktuffbildungen, auf die eine Tafel des Schwäbischen Albvereins hinweist.
Eine ältere Aufnahme zeigt einen noch wenig versinterten Brunnentrog, der möglicherweise früher vor dem Gasthaus „Zum Rössle“ in Unterhausen stand.